# Lentisphaerae
Las lentisferas (Lentisphaerae) son una clase de bacterias formado por varias especies recientemente descubiertas en aguas marinas y hábitats terrestres. 
- Victivallis vadensis fue aislada de las heces humanas. Es una bacteria con forma de coco no móvil y con una capa mucosa extracelular. Es estrictamente anaerobia y degradante de la celobiosa.[3]

- Lentisphaera araneosa fue descubierta en aguas del océano Pacífico. Es un microorganismo con forma de coco, Gram negativo, estrictamente aerobio, quimiheterótrofo y oligotrófico facultativo.[4] Otras cadenas relacionadas de ADNr 16S han sido detectadas usando PCR en aguas marinas y hábitats terrestres anaerobios.